# Número primo pitagórico
Un número primo pitagórico es un número primo de la forma 4n + 1. El conjunto de los números primos pitagóricos es exactamente el conjunto de los números primos que pueden ser la longitud de la hipotenusa de un triángulo rectángulo de lados enteros.
Los primeros números primos pitagóricos son:
5, 13, 17, 29, 37, 41, 53, 61, 73, 89, 97, 101, 109, 113, … ((sucesión A002144 en OEIS)).

## Propiedades
El teorema de la suma de dos cuadrados de Fermat establece que estos números primos admiten representación única (salvo orden) en forma de suma de dos cuadrados, y que ningún otro número primo se puede expresar de esta manera con la excepción de 2=12+12. Por tanto, solo estos números primos (y el 2) pueden ser normas de enteros gaussianos.Pero como entero gaussiano no son primos, pues {\displaystyle 5=(2+i)(2-i)}
La ley de la reciprocidad cuadrática establece que si p y q son primos impares y al menos uno de ellos es pitagórico, entonces p es un residuo cuadrático módulo q si y solo si q es un residuo cuadrático módulo p. Sin embargo, si ni p ni q son pitagóricos, entonces p es un residuo cuadrático módulo q si y solo si q no es un residuo cuadrático módulo p. −1 es un residuo cuadrático módulo p si y solo si p es un número primo pitagórico (o 2).